# Anton Picard
Anton Picard (* 4. Mai 1922) ist ein deutscher Fußballspieler, der den Großteil seiner Karriere bei Kickers Offenbach spielte und mit dem Team vom Stadion am Bieberer Berg erstmals im Jahr 1940 als Meister der Gauliga Südwest in der Endrunde um die deutsche Fußballmeisterschaft zum Einsatz gekommen war. Im Verlauf des Zweiten Weltkriegs folgten noch die weiteren Endrundenteilnahmen in den Jahren 1942, 1943 und 1944 mit Offenbach als Meister der Gauliga Hessen-Nassau. Von 1945 bis 1951 hat der gleichermaßen als Defensiv- und Offensivspieler einsetzbare Fußballer für den OFC 179 Ligaspiele in der damals erstklassigen Fußball-Oberliga Süd absolviert und dabei 66 Tore erzielt. Er gewann unter Trainer Paul Oßwald im Jahr 1949 die süddeutsche Meisterschaft und kam insgesamt in den Endrunden um die deutsche Fußballmeisterschaft von 1940 bis 1950 in 16 Spielen zum Einsatz und gehörte auch der Endspielelf gegen den VfB Stuttgart (1:2) am 25. Juni 1950 in Berlin an. Beim VfR Kirn schlossen sich in der Saison 1952/53 in der Fußball-Oberliga Südwest zum Abschluss seiner Laufbahn noch weitere acht Spiele mit zwei Toren in der Oberliga Südwest an.

## Kickers Offenbach, 1940–1951

### Gauliga, bis 1944
Erstmals notiert in einer Aufstellung bei Kickers Offenbach während der Endrunde um die deutsche Fußballmeisterschaft ist der junge Anton Picard im Sommer 1940: Der 18-Jährige debütierte in der Vorrundengruppe IV am 16. Juni im Heimspiel im Team des Meisters der Gauliga Südwest gegen den Gauligameister aus Württemberg, die Stuttgarter Kickers, bei einem 1:0-Heimerfolg. Picard lief als Halblinks an der Seite von Mitspielern wie Karl Göhlich (Torhüter), Heinrich Abt und Kurt Schreiner gegen das von Edmund Conen angeführte Kickers-Team auf. Am letzten Gruppenspieltag, den 30. Juni, kam der Jugendliche bei der 0:4-Auswärtsniederlage beim SV Waldhof Mannheim zu seinem zweiten Endrundeneinsatz. In der Endrunde 1941 war Picard als kurzzeitiger Kriegsgastspieler bei den Vereinen FV Saarbrücken, LSV Hamburg, Victoria Hamburg und Hannover 96 nicht für den OFC verfügbar. In der Endrunde 1942 lief er aber wieder in drei Begegnungen gegen VfL 99 Köln (3:1), FC Schalke 04 (0:6) und Blau-Weiß 90 Berlin (0:4) für den Meister der Gauliga Hessen-Nassau auf. In den Endrunden 1943 und 1944 kamen noch die zwei Spiele gegen München 1860 (0:2) und den FC Mülhausen (2:4) hinzu. Insgesamt hat Picard während des Zweiten Weltkriegs mit Kickers Offenbach sieben Endrundenspiele um die deutsche Meisterschaft bestritten.

### Oberliga Süd, 1945 bis 1951
Unter Trainer Rudolf Keller und mit Spielern wie Fred Patzl (Torhüter), Heinrich Abt, Ferdinand Emberger, Erich Nowotny, Fred Harthaus, Heinz „Knorze“ Kaster, Willi Keim, Heinrich Keller, Emil Maier, Ludwig Mohler, Willi Weber und Karl Göhlich belegte Offenbach 1945/46 mit 24:36 Punkten in der Debütsaison der Oberliga Süd den 12. Rang. Frühe Heimkehrer aus der Gefangenschaft veränderten fortlaufend das Mannschaftsbild und so kam es, dass der OFC in dieser Runde etwa 33 Spieler zum Einsatz brachte, darunter auch Anton Picard.
Als die Trainerära von Paul Oßwald auf dem Bieberer Berg in der Saison 1946/47 begann und Kurt Schreiner die Offensive verstärkte, verbesserte sich das Team auf den fünften Rang. Anfänglich lief Picard im Angriff, im weiteren Rundenverlauf, in der Abwehr auf. Am 10. November 1946 zeichnete er sich als Mittelstürmer als Siegtorschütze beim 1:0-Auswärtserfolg gegen SV Waldhof Mannheim aus. In beiden Spielen gegen Eintracht Frankfurt war Picard aufgelaufen: Am 17. November 1946 beim 1:1-Heimremis vor 15.000 Zuschauern als Mittelstürmer und am 21. April 1947 bei der 1:2-Niederlage vor 35.000 Zuschauern in Frankfurt als linker Verteidiger. In der Rückrunde trotzten die Mannen um Picard und Nowotny am 9. März 1947 im Heimspiel dem überlegenen Tabellenführer und späteren Meister 1. FC Nürnberg ein 1:1-Remis ab.
In der dritten Oberligasaison, 1947/48, spielte der aus dem Nachbarort Hausen nach Offenbach gekommene und Schwiegersohn von Koffer-Wahl gewordene Picard eine herausragende Runde: In 34 Ligaspielen erzielte er 19 Tore, obwohl die Kickerself lediglich den neunten Rang erreichte. Zum ersten Torerfolg kam er erst am zehnten Spieltag beim 2:0-Heimerfolg gegen Spfrde. Stuttgart und das zweite Tor erzielte der kraftvolle Angreifer am 15. Spieltag, den 14. Dezember 1947 bei einem 1:1 gegen den SV Waldhof Mannheim. Nach seinem ersten Doppelpack, am 29. Februar 1948 beim 4:2-Erfolg gegen den FC Schweinfurt 05, traf er aber in Serie. Im Nachholspiel am 27. Juni 1948 gegen München 1860 zeichnete er sich beim 6:0-Heimerfolg sogar als vierfacher Torschütze aus. Auch das Können der spielstarken Mitspieler in der Offensive wie Gerhard Kaufhold, Horst Buhtz, Willi Weber, Kurt Schreiner, Heinz Kaster und Max Tappe verhalf Picard zu dieser Rundenleistung.
Den Titelgewinn mit dem OFC in der Oberliga Süd in der Spielzeit 1948/49, erlebte Picard zumeist in der Rolle als linker Verteidiger; in 23 Ligaspielen erzielte er sieben Tore. Jetzt stürmte wieder der von Fulda zurückgekehrte Emil Maier  als Mittelstürmer beim OFC. Offenbach gewann nicht nur die Meisterschaft in der Oberliga Süd mit elf Punkten Vorsprung, das Team hatte auch die meisten (79) Tore geschossen und die wenigsten (29) erhalten. Die beiden Derbys gegen Eintracht Frankfurt wurden mit 3:1 beziehungsweise 5:0 gewonnen. Zum 3:1-Auswärtserfolg am 24. Oktober 1948 im Lokalderby gegen die Eintracht wird im Kickers-Jubiläumsbuch zum 100-Jährigen folgendes notiert: „Die Eintracht führte, Picard verwandelte wieder einmal zwei Elfmeter und erzielte ein Feldtor. Ein Picard-Sieg! Als Picard in späteren Jahren für den Kader der Nationalelf nominiert wurde, aber nicht zum Einsatz kam, wurde er damals beim stimmungsvollen Offenbacher Fastnachtszug als ‚Beinahe-Internationaler‘ gewürdigt.“ Die Abwehr formierte sich überwiegend mit Torhüter Schepper, dem Verteidigerpaar Keller und Picard, sowie mit der Läuferreihe Emberger, Nowotny und Keim. Im Angriff lief Offenbach zumeist in der Besetzung mit Kurt Schreiner, Horst Buhtz, Emil Maier, Albert Wirsching und Willi Weber auf. Nach der Vorrunde führte das Oßwald-Team die Tabelle mit 28:2 Punkten an, verlor dann aber am 18. Spieltag, den 6. Februar 1949, das Auswärtsspiel beim 1. FC Nürnberg sensationell hoch mit 1:8. In der Endrunde um die deutsche Fußballmeisterschaft 1949 scheiterte Picard mit seinen Kollegen am 26. Juni 1949 in der Schalker Glückauf-Kampfbahn vor 55.000 Zuschauer im Halbfinale nach einer 1:2-Niederlage am Vizemeister der Oberliga Süd, den VfR Mannheim. Er bildete dabei mit Ferdi Emberger das Verteidigerpaar, ebenso wie am 9. Juli beim Spiel um den dritten Platz, welches mit 1:2 nach Verlängerung gegen die neue Fußballmacht aus dem Südwesten, den 1. FC Kaiserslautern, verloren wurde.
Als Titelverteidiger der Oberliga Süd musste sich Offenbach 1949/50 mit dem dritten Rang begnügen; dieser reichte aber zum erneuten Einzug in die Endrunde, da diese 1950 mit 16 Vereinen ausgetragen wurde. In 25 Ligaspielen hatte Picard sechs Tore erzielt. In der Endrunde spielte er auf der Stopperposition und bildete mit Schreiner und Keim die spieltragende Läuferreihe. Nach dem Auftakterfolg mit 3:1 gegen Tennis Borussia Berlin hatte der Süddritte am 4. Mai in Düsseldorf gegen den Hamburger SV anzutreten. In der Halbzeit führte das Team um Jupp Posipal mit 2:0. In der 88. Minute entschied der als linker Verbinder eingesetzte Weber mit einem Treffer zum 3:2 das Spiel für die Hessen. Im Halbfinale gegen Preußen Dellbrück benötigte Offenbach ein Wiederholungsspiel (3:0) um in das Endspiel, das am 25. Juni 1950 gegen den Südvizemeister VfB Stuttgart in Berlin ausgetragen wurde, einzuziehen. Die Schützlinge von Trainer Georg Wurzer setzten sich vor 90.000 Zuschauern im Olympiastadion mit 2:1 Toren gegen Offenbach durch. Mit einer 2:0-Führung für Stuttgart war man in die Halbzeit gegangen. Im zweiten Spielabschnitt setzte der OFC alles auf eine Karte. Erfolgreich, denn schon zwei Minuten nach dem Wiederbeginn konnte Buhtz zum 1:2-Anschluss verkürzen. Anschließend drängten die Offenbacher ihren Gegner völlig in dessen Hälfte. Doch das Schwabenbollwerk mit dem überragenden Torhüter Otto Schmid verhinderte weitere Treffer der Elf vom Bieberer Berg.
Im Jahr nach der Finalteilnahme, 1950/51, konnte Offenbach nicht an die Leistung der zwei vorherigen Jahre anknüpfen und musste sich mit 32:36 Punkten mit dem 10. Tabellenrang begnügen. Picard hatte alle 34 Rundenspiele bestritten und sieben Tore erzielt. Mit dem Nachholspiel am 1. Mai 1951, einem 6:0-Heimerfolg gegen den FC Singen 04, verabschiedete er sich nach insgesamt 179 Oberligaspielen mit 66 Toren vom Bieberer Berg.
Zur Runde 1951/52 schloss er sich dem Südwestzweitligisten VfR Kirn an und konnte im Sommer 1952 die Meisterschaft und den Aufstieg in die Oberliga Südwest mit dem Team vom Stadion Kyrau feiern. Picard bestritt 1952/53 in der Oberliga Südwest die ersten acht Hinrundenspiele in Serie und erzielte zwei Tore für den Aufsteiger, ehe er durch eine langwierige Verletzung an der Fortsetzung seiner Karriere gehindert wurde.

### Auswahlspiele, 1941–1951
Unter Reichstrainer Sepp Herberger nahm das 18-jährige Talent bereits vom 17. Bis 21. März 1941 an einem Sichtungslehrgang in Berlin teil. Im Wettbewerb um den Reichsbundpokal 1941/42 vertrat Picard die Farben von Hessen-Nassau beim Spiel am 5. Oktober 1941 in Frankfurt gegen Niederschlesien (2:2 n. V.). Er zeichnete sich dabei wie sein Vereinskollege Erich Nowotny als Torschütze aus. Nach Ende des Zweiten Weltkriegs wurde Picard von Herberger erneut vom 14. bis 19. November 1949 zu einem Lehrgang nach Duisburg eingeladen, wie auch Anfang August 1950, wiederum in Duisburg. Am 12. November 1950 spielte er an der Seite seiner Vereinskollegen Gerhard Kaufhold und Kurt Schreiner im Repräsentativspiel von Süddeutschland gegen Westdeutschland (5:4) als Verteidiger. Zehn Tage später, dem 22. November 1950, gehörte Picard dem ersten Länderspielaufgebot nach dem Zweiten Weltkrieg in Stuttgart gegen die Schweiz an. Zum Einsatz kam er aber nicht. Am 18. März 1951 vertrat er als Verteidiger die Farben von Süddeutschland in einem regionalen Auswahlspiel in Hamburg gegen eine Nordauswahl (2:4). Es war ein Sichtungsspiel vor dem Rückspiel der Nationalmannschaft am 15. April 1951 in Zürich gegen die Schweiz.